# Calophyllum collinum
Calophyllum collinum är en tvåhjärtbladig växtart som beskrevs av P.F. Stevens. Calophyllum collinum ingår i släktet Calophyllum och familjen Calophyllaceae. Inga underarter finns listade i Catalogue of Life.